# Baia di Episkopi

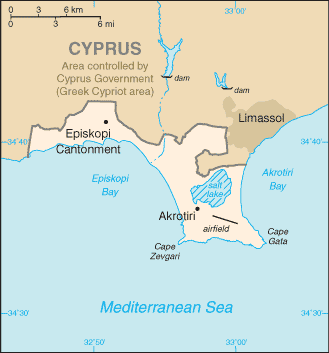
La baia di Episkopi si trova sulla costa meridionale di Cipro, tra Paphos e Akrotiri. Dall'altro lato di Akrotiri c'è la baia di Akrotiri.

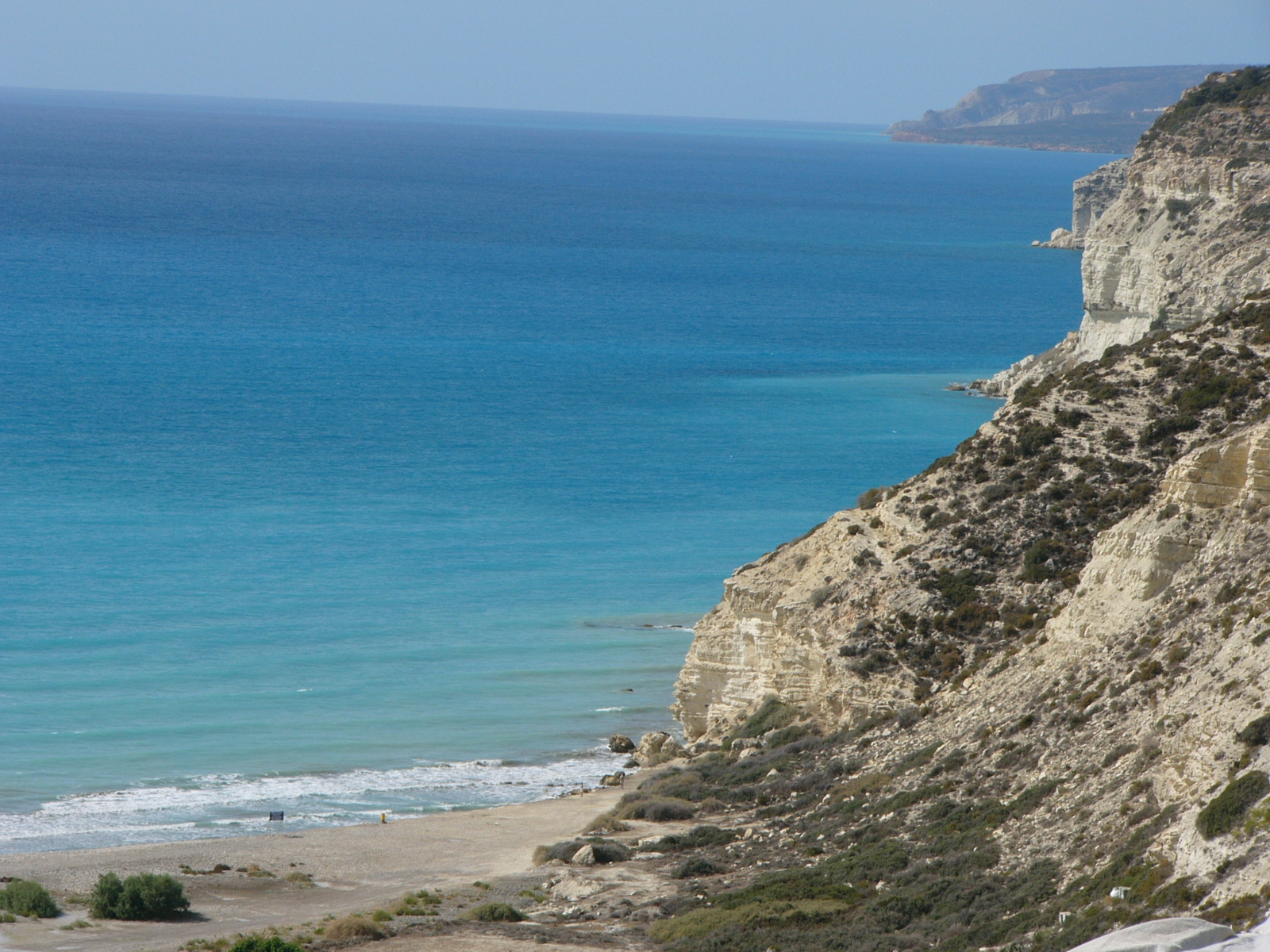
La Baia di Episkopi vista da Kourion

La baia di Episkopi (in greco Κόλπος Επισκοπής?; in turco Piskobu Körfezi) è una baia sulla sponda sud-occidentale di Cipro, tra Paphos e Akrotiri. È famosa per le sue spiagge e i ristoranti di pesce. Malgrado ci sia stata l'invasione turca e la conseguente divisione etnica di Cipro nel 1974, un certo numero di turco-ciprioti scelsero di rimanere nell'area.
La baia di Episkopi è un terreno di nidificazione per le tartarughe verdi e le tartarughe marine, entrambe nella lista IUCN delle specie in via di estinzione.